# Eliá (ort)
Eliá är en ort i Cypern.   Den ligger i distriktet Eparchía Lefkosías, i den centrala delen av landet, 40 km väster om huvudstaden Nicosia. Eliá ligger 101 meter över havet och antalet invånare är 1 299. Den ligger på ön Cypern.
Terrängen runt Eliá är platt åt nordost, men åt sydväst är den kuperad. En vik av havet är nära Eliá åt nordväst.Trakten runt Eliá är glesbefolkad, med 18 invånare per kvadratkilometer. Närmaste större samhälle är Léfka, 6,1 km väster om Eliá. Trakten runt Eliá är i huvudsak ett öppet busklandskap.
Medelhavsklimat råder i trakten. Årsmedeltemperaturen i trakten är 20 °C. Den varmaste månaden är juli, då medeltemperaturen är 33 °C, och den kallaste är januari, med 9 °C. Genomsnittlig årsnederbörd är 553 millimeter. Den regnigaste månaden är december, med i genomsnitt 107 mm nederbörd, och den torraste är augusti, med 1 mm nederbörd.